# Temporada 1996 del Campeonato de España de Rally
La temporada 1996 fue la edición 40.ª del Campeonato de España de Rally. Comenzó el 22 de marzo en el Rally el Corte Inglés y finalizó el 6 de noviembre en el Rally Cataluña-Costa Brava.

## Calendario
| #  | Fecha               | Rally                               | Series |
| -- | ------------------- | ----------------------------------- | ------ |
| 1  | 22-23 de marzo      | 20.º Rallye El Corte Inglés         | ERC    |
| 2  | 29-31 de marzo      | 14.º Rally Villa de Adeje           |        |
| 3  | 25-26 de abril      | 18.º Rally Caja Cantabria           |        |
| 4  | 18-19 de mayo       | 19.º Rally Sierra Morena            |        |
| 5  | 8-9 de junio        | 20.º Rally Villa de Llanes          |        |
| 6  | 22-23 de junio      | 29.º Rally de Ourense               |        |
| 7  | 6-7 de julio        | 20.º Rallye de Avilés               |        |
| 8  | 12-14 de septiembre | 33.er Rallye Príncipe de Asturias   | ERC    |
| 9  | 5-6 de octubre      | 18.º Rally San Froilán              |        |
| 10 | 19-20 de octubre    | 14.º Rally de La Coruña             |        |
| 11 | 4-6 de noviembre    | 32.° Rallye Catalunya - Costa Brava | WRC    |

## Equipos
| Equipo                     | Vehículo              | Piloto                | Copiloto                | Rondas            |
| Equipos oficiales          | Equipos oficiales     | Equipos oficiales     | Equipos oficiales       | Equipos oficiales |
| -------------------------- | --------------------- | --------------------- | ----------------------- | ----------------- |
| Citroën Hispania           | Citroën ZX 16V        | Luis Climent          | José Antonio Muñoz      | 1-10              |
| Peugeot Sport España       | Peugeot 306 S16       | Jaime Azcona          | Julius Billmmaier       | 1-5               |
| Peugeot Sport España       | Peugeot 306 S16       | Jaime Azcona          | Alfredo Rodríguez       | 7-11              |
| Peugeot Sport España       | Peugeot 106 Rallye    | Manuel Muniente       | Alfredo Rodríguez       | 5                 |
| Peugeot Sport España       | Peugeot 106 Rallye    | Manuel Muniente       | Ana Arche               | 6                 |
| Peugeot Sport España       | Peugeot 106 Rallye    | Manuel Muniente       | Joan Ibáñez Sotos       | 1-4, 8-10         |
| Peugeot Sport España       | Peugeot 306 S16       | Manuel Muniente       | Joan Ibáñez Sotos       | 11                |
| Red Ford                   | Ford Escort RS 2000   | Daniel Alonso         | Salvador Belzunces      | 1-10              |
| Equipos privados           |                       |                       |                         |                   |
| JML Team                   | Renault Clio Williams | Miguel Martínez-Conde | Javier López            | 3, 5-6, 10        |
| JML Team                   | Renault Clio Williams | Miguel Martínez-Conde | Felipe Alonso Fernández | 8                 |
| JML Team                   | Renault Clio Williams | Miguel Martínez-Conde | José María López        | 9                 |
| Rafael Alfonso Competición | Renault Clio Williams | Javier Azcona         | Inma Vittorini          | 1-2               |
| Escudería San Fermín       | Citroën ZX 16V        | Javier Azcona         | Inma Vittorini          | 5-11              |
| Escudería Ourense          | Citroën ZX 16V        | Sergio Vallejo        | Diego Vallejo           | 5-11              |

## Resultados

### Campeonato de pilotos
| Pos. | Piloto                | COI | ADE | CAJ | SMO | LLA | OUR | AVI | PDA | FRO | COR | CAT | Puntos |
| ---- | --------------------- | --- | --- | --- | --- | --- | --- | --- | --- | --- | --- | --- | ------ |
| 1.   | Luis Climent          | 1   | 2   | 3   | Ret | 1   | 1   | 2   | 1   | 1   | 1   |     | 1.216  |
| 2.   | Jaime Azcona          | Ret | 1   | 1   | 1   | Ret | Ret | 1   | 2   | Ret | Ret | 1   | 1.199  |
| 3.   | Miguel Martínez-Conde |     |     | 2   |     | 2   | 2   | Ret | 3   | 3   | 2   |     | 860    |
| 4.   | Daniel Alonso         | 2   | 3   | 4   | Ret | 3   | Ret | 3   | Ret | 2   | Ret |     | 781    |
| 5.   | Manuel Muniente       | 5   | 6   | 5   | 4   | Ret | 7   | ?   | 5   | 7   | 6   | Ret | 760    |
| 6.   | Javier Azcona         | 4   | 7   |     |     | 5   | 3   | 4   | 4   | 6   | Ret | DNF | 656    |
| 7.   | Sergio Vallejo        |     |     |     |     | 4   | 8   | 6   | Ret | 5   | 5   | 4   | 434    |
| 8.   | Germán Castrillón     |     |     |     |     |     | 6   |     |     | 4   | 3   |     | 396    |
| 9.   | Miguel Ángel Fuster   | 10  |     |     | 5   | ?   | 13  | ?   | 11  | Ret |     | 9   | 378    |
| 10.  | Ignacio Sanfilippo    | 11  |     | ?   | ?   |     | 15  | ?   | 14  | 9   |     | 12  | 300    |

### Campeonato de marcas
| Pos. | Marca   | Puntos |
| ---- | ------- | ------ |
| 1.   | Peugeot | 853    |
| 2.   | Renault | 716    |
| 3.   | Citroën | 427    |
| 4.   | Ford    | 270    |
| 5.   | FIAT    | 135    |

### Campeonato de copilotos
| Pos. | Piloto              | Puntos |
| ---- | ------------------- | ------ |
| 1.   | José Antonio Muñoz  | 1216   |
| 2.   | Salvador Belzunces  | 781    |
| 3.   | Joan Ibáñez         | 760    |
| 4.   | José J. López       | 720    |
| 5.   | Inma Vittorini      | 656    |
| 6.   | Alfredo Rodríguez   | 623    |
| 7.   | Julius Billmmaier   | 576    |
| 8.   | Diego Vallejo       | 434    |
| 9.   | Estrella Castrillón | 396    |
| 10.  | José Vicente Medina | 378    |

### Grupo N
| Pos. | Piloto              | Puntos |
| ---- | ------------------- | ------ |
| 1.   | Miguel Ángel Fuster | 1047   |
| 2.   | Ignacio Sanfilippo  | 788    |
| 3.   | Roberto Solís       | 614    |
| 4.   | Germán Castrillón   | 576    |
| 5.   | R. Reguera          | 446    |

### Desafío Peugeot
| Pos. | Piloto              | Puntos |
| ---- | ------------------- | ------ |
| 1.   | Miguel Ángel Fuster | 1000   |
| 2.   | Ignacio Sanfilippo  | 860    |
| 3.   | Roberto Solís       | 547    |
| 4.   | Leonardo Sabán      | 447    |
| 5.   | Amador Vidal        | 446    |
| 6.   | Santi Concepción    | 358    |
| 7.   | Ildefonso García    | 319    |
| 8.   | Vicente P. Flórez   | 287    |
| 9.   | Sergio Pérez        | 280    |
| 10.  | Fermín García       | 264    |

### Trofeo Citroën de rallyes
| Pos. | Piloto             | Puntos |
| ---- | ------------------ | ------ |
| 1.   | J. Azcona          | 514    |
| 2.   | Sergio Vallejo     | 424    |
| 3.   | Casais             | 418    |
| 4.   | Barrabeig          | 362    |
| 5.   | Méndez             | 228    |
| 6.   | Arturo Rial        | 144    |
| 7.   | Alfredo del Águila | 188    |

### Copa Ibiza 16V
| Pos. | Piloto       | Puntos |
| ---- | ------------ | ------ |
| 1.   | David Nafría | 75     |
| 2.   | Cueto        | 64     |
| 3.   | Zubillaga    | 58     |
| 4.   | F. García    | 44     |
| 5.   | Calvo        | 43     |
| 6.   | Loza         | 34     |
| 7.   | González     | 32     |
| 8.   | Bartolomé    | 20     |
| 9.   | Domínguez    | 19     |